# Adrien Filez
Augustin Hector Adrien Filez, né le 27 août 1885 à Tourcoing et mort le 15 octobre 1965 à Forest-sur-Marque (Nord), est un footballeur français.
Attaquant licencié à l'Union sportive tourquennoise, il dispute le premier match de l'histoire de l'équipe de France de football le 1er mai 1904 à Bruxelles (3-3), dont il est le seul joueur issu d'un club de province. Filez honore cinq sélections en équipe de France jusqu'en 1908. En 1910, Filez remporte avec son club nordiste le championnat de France USFSA en inscrivant les troisième et quatrième buts d'une large victoire (7–2) sur le Stade helvétique en finale.
Maréchal des logis, puis promu sous-lieutenant du 1er régiment d'artillerie lourde, il s'illustre lors de la Première Guerre mondiale et reçoit la Croix de guerre. Après-guerre, lieutenant au centre mobilisateur d'artillerie No 2, il est fait chevalier de la Légion d'honneur le 20 juillet 1932.
En 1956, à l'occasion d'une entrevue avec Filez, alors dernier survivant de la première équipe de France, Gabriel Hanot révèle la véritable composition de l'équipe dans France Football.

## Distinctions
- Croix de guerre 1914–1918
- Chevalier de la Légion d'honneur (1932)

## Ses sélections
| Date            | Stade                                       | Adversaire | Score | Compétition |
| 1er mai 1904    | Stade du Vivier d'Oie Bruxelles, Belgique   | Belgique   | N 3-3 | Amical      |
| 12 février 1905 | Parc des Princes Paris, France              | Suisse     | V 1-0 | Amical      |
| 7 mai 1905      | Stade du Vivier d'Oie Bruxelles, Belgique   | Belgique   | D 0-7 | Amical      |
| 22 avril 1906   | Stade de la Faisanderie Saint-Cloud, France | Belgique   | D 0-5 | Amical      |
| 19 octobre 1908 | White City Londres, Angleterre              | Danemark   | D 0-9 | JO 1908     |